# Andrzej Kryże
Andrzej Wacław Kryże (ur. 29 marca 1948 w Warszawie) – polski prawnik, sędzia orzekający w czasach PRL i w czasach III RP, sekretarz stanu i podsekretarz stanu w Ministerstwie Sprawiedliwości w rządach Kazimierza Marcinkiewicza i Jarosława Kaczyńskiego (w latach 2005–2007). Syn Romana Kryżego.

## Życiorys
W 1970 ukończył 5-letnie studia prawnicze na Wydziale Prawa i Administracji Uniwersytetu Warszawskiego. W Polskiej Zjednoczonej Partii Robotniczej działał od lat 70. do rozwiązania. Sprawował funkcje w regionalnym aparacie tej partii komunistycznej.

## Działalność w wymiarze sprawiedliwości
Po ukończeniu studiów kolejno:
- 1 października 1970 – 13 listopada 1974 – aplikant i asesor w okręgu Sądu Wojewódzkiego dla m. st. Warszawy,
- 14 listopada 1974 – 30 kwietnia 1975 – sędzia Sądu Powiatowego dla m. st. Warszawy,
- 1 maja 1975 – 31 grudnia 1976 – arbiter w Głównej Komisji Arbitrażowej,
- 1 stycznia 1977 – 12 czerwca 1983 – sędzia Sądu Rejonowego dla m. st. Warszawy,
- 13 czerwca 1983 – do 31 sierpnia 1984 – sędzia Sądu Rejonowego w Pruszkowie i prezes tego sądu
- od 1 września 1984 – sędzia Sądu Wojewódzkiego, a następnie Okręgowego w Warszawie. Od 1 września 1984 do marca 1990 przewodniczący Wydziału IV Karnego tego sądu.

W 1979 skazał działacza Ruchu Obrony Praw Człowieka i Obywatela Adama Wojciechowskiego na karę więzienia za napaść i pobicie trzech funkcjonariuszy Służby Bezpieczeństwa.
W połowie lat 90. zasiadał w składzie sądu wydającego wyrok w sprawie przywódcy „Mafii pruszkowskiej” Andrzeja Kolikowskiego, ps. „Pershing”, a także prowadził głośną, zagrożoną przedawnieniem sprawę Funduszu Obsługi Zadłużenia Zagranicznego, która zakończyła się wyrokiem z 29 marca 2005.

### Wyrok za obchody Święta Niepodległości
W marcu 1980 jako sędzia Sądu Rejonowego w Warszawie skazał na karę aresztu zasadniczego Andrzeja Czumę, Wojciecha Ziembińskiego i Bronisława Komorowskiego za publiczne stwierdzenie, że PRL nie jest państwem niepodległym i zorganizowanie w Warszawie 11 listopada 1979 obchodów Święta Niepodległości. Wykonane wyroki zostały skasowane przez Sąd Najwyższy.
W czerwcu 2007 Komisja Ścigania Zbrodni przeciwko Narodowi Polskiemu na wniosek Zbigniewa Nowaka wszczęła postępowanie sprawdzające w sprawie, czy podczas wyrokowania nie złamano prawa. W jego efekcie 12 listopada 2007 podjął decyzję o wszczęciu śledztwa w sprawie (in rem):
1. przekroczenia uprawnień i niedopełnienia obowiązków przez skład orzekający Sądu Rejonowego dla Miasta Stołecznego Warszawy poprzez bezprawne skazanie wyrokiem z dnia 22 stycznia 1980 w sprawie o sygn. VIII Kws 18/80 Andrzeja C., Bronisława K., Wojciecha Z. i Józefa J. na karę aresztu zasadniczego co skutkowało bezprawnym pozbawieniem wolności ww. osób, tj. o przestępstwo z art. 189 § 2 kk w zb. z art. 231 § 1 kk w zw. z art. 11 § 2 kk w zw. z art. 2 ust. 1 ustawy z dnia 18 grudnia 1998 r. o Instytucie Pamięci Narodowej – Komisji Ścigania Zbrodni przeciwko Narodowi Polskiemu (Dz.U. z 1998 r. nr 155, poz. 1016);
2. pobicia w dniu 11 listopada 1979 w Warszawie zatrzymanego Andrzeja C. przez funkcjonariuszy Służby Bezpieczeństwa, tj. o przestępstwo z art. 158 § 1 kk w zb. z art. 231 § 1 kk w zw. z art. 11 § 2 kk w zw. z art. 2 ust. 1 ustawy z dnia 18 grudnia 1998 r. o Instytucie Pamięci Narodowej – Komisji Ścigania Zbrodni przeciwko Narodowi Polskiemu;
3. pobicia w dniu 21 sierpnia 1979 w Warszawie zatrzymanego Wojciecha Z. przez funkcjonariuszy Służby Bezpieczeństwa tj. o czyn z art. 158 § 1 kk w zb. z art. 231 § 1 kk w zw. z art. 11 § 2 kk w zw. z art. 2 ust. 1 ustawy z dnia 18 grudnia 1998 r. o Instytucie Pamięci Narodowej – Komisji Ścigania Zbrodni przeciwko Narodowi Polskiemu.

## Praca w administracji publicznej
Od lat 80. brał udział w szkoleniu aplikantów i asesorów sądowych oraz w komisjach egzaminacyjnych na stanowiska sędziowskie. Od listopada 2005 do maja 2006 był z ramienia Prawa i Sprawiedliwości sekretarzem stanu w Ministerstwie Sprawiedliwości w okresie, kiedy urząd ministra sprawiedliwości sprawował Zbigniew Ziobro. Od maja 2006 do listopada 2007 był podsekretarzem stanu w Ministerstwie Sprawiedliwości. Był członkiem Komisji powołanej przez ministra sprawiedliwości do opracowania projektu nowego Kodeksu karnego w latach 2000–2001. W latach 2001–2005 brał udział jako ekspert w pracach sejmowej Komisji Nadzwyczajnej do spraw zmian w kodyfikacjach (NKK). W 2007 minister sprawiedliwości Zbigniew Ziobro przedstawił kandydaturę Andrzeja Kryżego, który jako podsekretarz stanu zachowywał tytuł sędziego Sądu Okręgowego, do powołania na stanowisko sędziego Sądu Apelacyjnego w Warszawie. Krajowa Rada Sądownictwa odrzuciła ten wniosek. Później Zbigniew Ziobro mianował Andrzeja Kryżego prokuratorem Prokuratury Krajowej. Odwołany ze stanowiska podsekretarza stanu 5 listopada 2007 przez Jarosława Kaczyńskiego.

## Działalność naukowa i dydaktyczna
Współautor komentarza do Kodeksu postępowania karnego wydanego przez Zrzeszenie Prawników Polskich w 2002. Od 2002 do 2008 pracownik naukowy w Instytucie Wymiaru Sprawiedliwości. Prowadzi zajęcia z zakresu prawa karnego materialnego, skarbowego i postępowania karnego w Europejskiej Wyższej Szkole Prawa i Administracji i Wyższej Szkole Zarządzania i Prawa im. Heleny Chodkowskiej w Warszawie.